# Thomas Andrews (cientista)
Thomas Andrews FRS (Belfast, 19 de dezembro de 1813 — Belfast, 26 de novembro de 1885) foi um físico e químico irlandês. Realizou tarbalhos fundamentais sobre transição de fase entre gases e líquidos.

## Vida
Andrews nasceu em Belfast, Irlanda, onde seu pai era comerciante de tecidos de linho. Frequentou a Academia Real de Belfast e o Instituto Real Acadêmico de Belfast. Em 1828, foi para a Universidade de Glasgow, a fim de estudar química com o professor Thomas Thomson, e depois estudou no Trinity College, Dublin, onde distinguiu-se nos estudos clássicos bem como em ciências. Em 1835 recebeu o título de doutor em medicina, na Universidade de Edimburgo.
Andrews começou a trabalhar em Belfast, onde tounou-se médico de sucesso, sendo também instrutor de química no Instituto Acadêmico. Em 1845 foi nomeado vice-presidente da recém estabelecida Queen's University of Belfast, onde foi professor de química. Ele manteve estas duas posições até aposentar-se, em 1879, com a idade de 66 anos. Faleceu em 1885 e foi sepultado no Cemitério Borough em Belfast.

## Trabalho
Andrews tornou-se conhecido primeiramente por suas investigações científicas com trabalhos sobre o desenvolvimento do calor em ações químicas, recebendo por isto da Royal Society a Medalha Real, em 1844. Outra investigação importante, em colaboração com Peter Guthrie Tait, foi devotada ao ozônio.
O trabalho sobre o qual obteve maior reputação foi a liquefação de gases. Na década de 1860 investigou com afinco as leis dos gases, expressando as relações entre pressão, temperatura e volume em dióxido de carbono. Ele estabeleceu os conceitos de temperatura crítica e pressão crítica, mostrando que uma substância passa do estado de vapor ao estado líquido sem quebra de continuidade.
Nos experimentos de Andrew sobre transição de fase, ele mostrou que o dióxido de carbono pode passar por qualquer dos estados que ele denominou líquido a qualquer dos estados que ele denominou de gás, sem perda de homogeneidade. Estes resultados foram citados pelo físico matemático Josiah Willard Gibbs em apoio à equação da energia livre de Gibbs. Também foram o estopim de uma corrida entre pesquisadores para liquefazer vários outros gases. Em 1877-1878 Louis Paul Cailletet foi o primeiro a liquefazer oxigênio, hidrogênio e nitrogênio.

## Publicações selecionadas
- Thomas Andrews, "The Bakerian Lecture: On the Continuity of the Gaseous and Liquid States of Matter", Philosophical Transactions of the Royal Society of London, vol. 159 (1869), pp. 575-590.
- Tait, P. G.; Crum Brown, A. (1889). The Scientific Papers of the Late Thomas Andrews. Londres e Nova Iorque: Macmillan and Company  - Contém uma memória biográfica de autoria de Peter Guthrie Tait e Crum Brown